# Fable (серия игр)
Fable — серия компьютерных видеоигр в жанре Action/RPG для платформ Xbox, Microsoft Windows, macOS, Xbox 360 и Xbox One. Серию разрабатывала студия Lionhead Studios вплоть до её закрытия в 2016 году, а издателем является Xbox Game Studios.

## Сеттинг
Действие серии Fable происходит в вымышленной стране Альбион — государстве, которое на момент выхода первой игры состояло из множества автономных городов-государств с обширными территориями сельской или дикой местности между ними. Сеттинг изначально напоминает средневековую Великобританию с некоторыми европейскими элементами. Само название Альбион — довольно старое, но до сих пор используемое название Великобритании. Временной период развивается с каждой игрой: в Fable II Альбион достиг эпохи, схожей с эпохой Просвещения, а к Fable III нация была объединена под властью монархии и переживает «Эпоху Промышленности», схожую с реальной промышленной революцией XVIII—XIX-ых веков.
В первой Fable игроки берут на себя роль мальчика, который вынужден стать героем, после того как бандиты напали на его деревню, убили отца и похитили сестру. Выбор, который игроки делают в игре, влияет на восприятие и реакцию персонажей Альбиона на Героя и меняет его внешность в зависимости от того, какие добрые или злые поступки он совершил. Помимо основного квеста, в котором нужно узнать, что случилось с семьей Героя, игроки могут выполнять дополнительные задания и заниматься такими делами, как торговля, романтика и супружеская жизнь, игра в пабе, бокс, исследования и воровство.
Действие Fable II происходит через 500 лет после событий первой игры. Мир напоминает Европу конца XVI — начала XVII-ых веков, времена разбойников и Просвещения. Наука и более современные идеи потеснили религию и магию старого Альбиона. Его поселения превратились в города, оружие постепенно переходит на использование пороха, а социальная, семейная и экономическая жизнь открывает новые возможности — впрочем, как и трудности. Сиквел, по сути, расширяет большинство или даже все составляющие игрового опыта предыдущей игры, не меняя при этом элементарных режимов игры. Континент Альбион стал больше как игровой мир, но содержит меньше локаций, а те, что остались, более проработаны и детализированы. Здесь, в отличие от Fable, решение поставленных задач не является основой сюжета, а развивается из ситуации игрока во времени и месте. Это придает игре ощущение большей интерактивности, по сравнению с первой игрой серии.
Действие Fable III разворачивается спустя 50 лет после событий Fable II. Историческое развитие продвинулось дальше по сравнению с предыдущей частью: Альбион переживает промышленную революцию, а само общество напоминает начало XVIII-го века. Во всех версиях в основе игрового процесса лежит моральное развитие (как в негативном, так и в позитивном ключе). В этой части моральное развитие расширено до личностного или психологического и имеет более политический аспект, так как целью игры является свержение деспотичного короля Альбиона, а также защита континента от нападений извне.

## Геймплей
Как и подобает большинству ролевым видеоиграм, в основе серии Fable лежит развитие главного героя, управляемого игроком, и будущее тесно связано с взаимодействием этого персонажа с игровым миром. К значительной части этого взаимодействия в Fable относится взаимодействие с людьми, будь то разговоры, рассказывание историй, обучение, торговля, игры, ухаживания и отношения, или сражения.
Игрок может развивать главного героя по нескольким показателям, среди которых магия, сила и социальные навыки. Игрок также может управлять моральными качествами протагониста, так что навыки могут быть развиты в равных условиях как в отрицательном, так и в положительном направлении.
Помимо этой составляющей геймплея, в некоторых частях упор делается на выполнение квестов, которые в совокупности дают главному герою возможность развиваться, а также раскрывают отдельные сюжетные линии игры.
В Fable II и Fable III реализован кооперативный геймплей, в котором два игрока со своими персонажами могут объединить усилия для выполнения различных заданий.

## История
| 2004 | Fable                    |
| 2005 | Fable: The Lost Chapters |
| 2006 |                          |
| 2007 |                          |
| 2008 | Fable II                 |
| 2008 | Fable II Pub Games       |
| 2009 |                          |
| 2010 | Fable III                |
| 2011 | Fable Coin Golf          |
| 2012 | Fable Heroes             |
| 2012 | Fable: The Journey       |
| 2013 |                          |
| 2014 | Fable Anniversary        |
| 2015 |                          |
| 2016 |                          |
| 2017 | Fable Fortune            |
| 2018 |                          |
| 2019 |                          |
| 2020 |                          |
| 2021 |                          |
| 2022 |                          |
| 2023 |                          |
| 2024 |                          |
| 2025 |                          |
| 2026 | Fable                    |

| Игра               | Metacritic                  |
| ------------------ | --------------------------- |
| Fable              | (Xbox) 85 (PC) 83 (X360) 68 |
| Fable II Pub Games | (X360) 53                   |
| Fable II           | (X360) 89                   |
| Fable III          | (X360) 80 (PC) 75           |
| Fable Heroes       | (X360) 55                   |
| Fable: The Journey | (X360) 61                   |

### Fable(2001—2006)
Первая игра, Fable, была анонсирована в 2001 году разработчиком Lionhead Studios. Ведущий дизайнер и сооснователь Lionhead Питер Молиньё (англ. Peter Molyneux) «пообещал, что игра принесет ни с чем не сравнимый опыт» и что она «произведет революцию в жанре RPG». Fable была выпущена 14 сентября 2004 года для консоли Xbox. Изначально она была воспринята крайне негативно, так как многие утверждали, что в игре отсутствует большинство «обещанного» Молиньё контента, за что он вскоре извинился, что вызвало ещё больший резонанс в прессе.
Несмотря на предложения от таких крупных компаний, как Electronic Arts, чрезмерные амбиции, возникшие во время разработки Fable, и завышенные продажи оригинальной игры привели к тому, что Lionhead Studios осталась без денег и в долгах. Чтобы получить доступ к более крупному бюджету, Lionhead подписала контракт с Microsoft Game Studios. В результате, в сентябре 2005 года была выпущена расширенная версия Fable: The Lost Chapters для Windows и Xbox, а 31 марта 2008 года компания Feral Interactive портировала игру на платформу Mac. В неё было добавлено множество нового контента, и, благодаря поддержке со стороны Microsoft, она снискала успех у критиков и игроков.

### Fable II и Fable III(2006—2012)
24 октября 2008 года была выпущена игра Fable II для Xbox 360. Игра получила признание критиков и коммерческий успех. Дополнительно к игре прилагались Fable II Pub Games, выпущенная на Xbox Live Arcade, и интерактивная браузерная Flash-игра Fable: A Hero’s Tale, которая позволяла игрокам открывать секретный сундук в основной игре.
Третья игра, Fable III, была выпущена 29 октября 2010 года для консоли Xbox 360, а 17 марта 2011 года состоялся релиз для Windows. С этой игрой также предлагалась мобильная игра Fable Coin Golf.
2 мая 2012 года в Xbox Live Arcade вышла игра Fable Heroes. Несмотря на множество отличий от других игр серии и неоднозначную оценку критиков, будучи многопользовательской семейной игрой в жанре beat-em-up, она пользуется популярностью среди фанатов, поскольку по-прежнему воплощает в себе некоторые любимые поклонниками культовые элементы серии.

### Упадок (2012—2020)
Fable: The Journey, спин-офф серии, вышел в октябре 2012 года на территории Северной Америки и Европы. Для игры использовалась приставка Kinect для Xbox 360. В 2012 году ведущий дизайнер Питер Молиньё покинул Lionhead Studios в 2012 году.
В феврале 2014 года Lionhead Studios выпустила ремейк первой части для Xbox 360, включая The Lost Chapters, под названием Fable Anniversary, получивший неоднозначные отзывы. Также, в феврале 2014 года был выпущен Fable Trilogy, сборник для Xbox 360, включающий Fable Anniversary, Fable II и Fable III.
4 марта 2014 года в рамках Microsoft Solitaire Collection для ПК были выпущены карточные игры по тематике Fable, а для Microsoft Jigsaw Collection была выпущена тема Fable Anniversary.
В августе 2013 года Lionhead Studios выпустила тизер-трейлер Fable Legends для Xbox One, действие которой разворачивается в «Эпоху Героев» задолго до событий первой игры. В трейлере было подчеркнуто, что игрок будет играть вместе с четырьмя другими игроками и сможет стать героем истории или же её злодеем. В марте 2016 года Microsoft отменила проект, а вскоре после этого была закрыта и Lionhead Studios.
В мае 2016 года бывшие разработчики Lionhead запустили кампанию на Kickstarter для краудфандинга Fable Fortune, коллекционной карточной free-to-play игры. До закрытия студии игра находилась в разработке. В феврале 2018 года игра была выпущена для Xbox One.

### Перезапуск (2026)
В январе 2018 года появились слухи о том, что Playground Games разрабатывает новую часть Fable, и что студия ищет 177 сотрудников для разработки ролевой игры с открытым миром. В июле 2020 года на выставке Xbox Games Showcase было объявлено, что новая Fable находится в разработке, а её выход на консолях Xbox Series X и Series S и Microsoft Windows запланирован на неопределенный срок. Игра будет работать на фирменном игровом движке серии Forza — ForzaTech. В ноябре 2021 года к проекту в качестве соразработчика присоединилась студия Eidos Montreal. В марте 2023 года стало известно, что игра находится на ранней стадии производства. 11 июня 2023 года Playground Games представила на Xbox Games Showcase первый внутриигровой трейлер Fable с участием актёра Ричарда Айоади..
В июне 2024 года издатель Microsoft выпустил трейлер в котором был показан мир игры Fable. И в конце трейлера, было показано что игра выйдет в 2025 году. В новостных сайтах про компьютерные игры, появилась информация что разработчиком игры будет студия Playground Games (которая создавала серию игр Forza Horizon). А помогать в созданий игры будет студия Eidos Montreal (которая создавала серию игр Deus Ex). Игра выйдет на платформах Windows, Xbox Series.
В конце февраля 2025 года, стало известно что игра выйдет в 2026 году.